# سكيب غوين
سكيب غوين (بالإنجليزية: Skip Guinn)‏ هو لاعب كرة قاعدة أمريكي، ولد في 25 أكتوبر 1944 في سانت تشارلز في الولايات المتحدة.

## وصلات خارجية
- سكيب غوين على موقعبيزبول رفرنس.كوم (الدوري الرئيسي) (الإنجليزية)
- سكيب غوين على موقعبيزبول رفرنس.كوم (الدوري الثانوي) (الإنجليزية)